# Uurtaanjärvi
Uurtaanjärvi är en sjö i Finland. Den ligger i kommunen Urdiala i landskapet Birkaland, i den södra delen av landet, 110 km nordväst om huvudstaden Helsingfors. Uurtaanjärvi ligger 110,1 meter över havet. Arean är 1,47 kvadratkilometer och strandlinjen är 7,96 kilometer lång. Sjön  ingår i Kumo älvs huvudavrinningsområde.   I omgivningarna runt Uurtaanjärvi växer i huvudsak blandskog.

## Öar
- Ruohokari (en ö)
- Mäntysaari, 0,2 hektar och 60 meter i sydöst-nordvästlig riktning.[4]
- Pettersaari (en ö)